# Jacek Kolanowski
Jacek Łukasz Kolanowski (ur. 1985) – polski chemik, doktor habilitowany nauk ścisłych i przyrodniczych.

## Życiorys
Ukończył studia biotechnologiczne (2007) i chemiczne (2009) na Uniwersytecie im. Adama Mickiewicza w Poznaniu. W 2013 r. na École normale supérieure de Lyon uzyskał stopień doktora nauk chemicznych na podstawie  dysertacji pt. Bispidine-iron(II) complexes as a novel platform for the design of magnetogenic probes, której promotorem był prof. Jens Hasserodt. W latach 2014–2017 odbył staż podoktorski w University of Sydney, School of Chemistry. W 2017 r powrócił do Polski i został zatrudniony w Instytucie Chemii Bioorganicznej PAN, gdzie został kierownikiem Zakładu Sond Molekularnych i Proleków, a rok później objął też kierownictwo Centrum Wysokoprzepustowych Badań Przesiewowych ICHB PAN, przekształcone później w Centrum Biologii Chemicznej, które działa w ramach projektu PolOpenScreen. Został też zatrudniony w Centrum Zaawansowanych Technologii UAM.
W 2019 r. został członkiem Akademii Młodych Uczonych PAN, której później przewodniczył w latach 2021–2024. W 2020 r. został również prezesem Young Academies Science Advice Structure. W tym samym roku uzyskał stypendium Ministra Nauki i Szkolnictwa Wyższego.
W 2023 r. habilitował się na podstawie pracy zatytułowanej Opracowanie i praktyczne wykorzystanie sond fluorescencyjnych do skuteczniejszego wykrywania i wizualizacji substancji bionieorganicznych w systemach biologicznych.

## Projekty badawcze
Kierowane projekty badacze:
- finansowane przez NCN[12]:
  - Maskowane substraty bioluminogenne do selektywnego obrazowania parametrów biochemicznych raka (SONATA 13, 2018–2023)
  - Niskocząsteczkowe narzędzia do badania lokalnego mikrośrodowiska białek (OPUS 15, od 2019)
- finansowane przez FNP:
  - MultiGATE: responsywne sondy fluorescencyjne do jednoczesnego wykrywania dwóch analitów naraz w celu równoległego monitorowania kilku cech biochemicznych w modelach komórkowych (Homing, 2017)[13]
  - Inteligentne sondy do poszukiwań leków na COVID-19 (Homing, 2020)[14]